# Horizont (album)
Horizont je prvi studijski album hrvatskog industrial/folk metal sastava Manntra. Album je 26. studenog 2012. godine objavila diskografska kuća Kontra Music.

## Popis pjesama
Tekstovi i glazba: Marko Matijević Sekul. 
| 1.    | »Gorki san«      | 3:54 |
| 2.    | »Manntra«        | 3:24 |
| 3.    | »Balkanska«      | 3:17 |
| 4.    | »Vjeruj ponizno« | 2:58 |
| 5.    | »Na svjetlu«     | 4:15 |
| 6.    | »Kiša«           | 4:03 |
| 7.    | »Nebitna«        | 3:13 |
| 8.    | »Horizont«       | 3:44 |
| 9.    | »Monstrumi«      | 4:05 |
| 33:00 |                  |      |

| Dodatna pjesma s CD inačice | Dodatna pjesma s CD inačice | Dodatna pjesma s CD inačice | Dodatna pjesma s CD inačice | Dodatna pjesma s CD inačice | Dodatna pjesma s CD inačice | Dodatna pjesma s CD inačice | Dodatna pjesma s CD inačice | Dodatna pjesma s CD inačice | Dodatna pjesma s CD inačice |
| Br.                         | Skladba                     | Trajanje                    |                             |                             |                             |                             |                             |                             |                             |
| --------------------------- | --------------------------- | --------------------------- | --------------------------- | --------------------------- | --------------------------- | --------------------------- | --------------------------- | --------------------------- | --------------------------- |
| 10.                         | »Kalvaria« (instrumental)   | 3:38                        |                             |                             |                             |                             |                             |                             |                             |
| 36:38                       |                             |                             |                             |                             |                             |                             |                             |                             |                             |

## Zasluge
| Manntra - Marko Matijević Sekul – vokali, klavijature, gitara, snimanje, miksanje, produkcija - Zoltan Lečei – bas-gitara - Andrea Kert – bubnjevi Dodatni glazbenici - Marko Purišić "Pure" – gitara (nenaveden) - Zoran Karlić – sopile - Donat Gnjatović – harmonika (na pjesmi 8) - Valentina Borčić – dodatni vokali (na pjesmama 5 i 6) |  | Ostalo osoblje - Žare Pak – snimanje (vokala) - Matej Pečarev – snimanje (bubnjeva) - JP Chalbos – mastering - Mathieu Bameullea – mastering |